# Nico (prenume)
Nico este un prenume masculin, purtat de:
- Nico Bouvy (1892-1957), fotbalist olandez
- Nico Frommer (n. 1978), fotbalist german
- Nico Kuhn (n. 1985), scriitor german
- Nico Richter (1915-1945), compozitor olandez

|  | Acastă pagină se referă la un prenume. Eventual vezi legături interne. |